# Пісковець Анатолій Павлович
Анатолій Павлович Пісковець (нар. 27 травня 1948, Київ, УРСР) — радянський футболіст та український тренер, виступав на позиції півзахисника. Заслужений тренер України.

## Кар'єра гравця
Анатолій Пісковець ігрову кар'єру розпочав у 1970 році в клубі «Автомобіліст» (Суми), де він виступав до 1973 року. Наступні два роки був гравцем «Уралан»у. У 1975 році переїхав до Петропавловська-Камчатського, де протягом п'яти років грав за місцевий «Вулкан». Найвищим рівнем, на якому він виступав як гравець була друга ліга чемпіонату СРСР.

## Кар'єра тренера
Тренерську кар'єру розпочинав у 1980 році в аматорській команді «Нива» (Миронівка). Після закінчення інституту фізичної культури в Києві в 1981 році, він був запрошений допомагати Володимиру Мунтяну в київському СКА. З 1982 по 1984 рік самостійно очолював «Хімік» з міста Дзержинськ, який виступав у другій союзній лізі. З 1984 по 1986 працював спортивним директором в одній з київських ДЮСШ. У 1992 році тренер відправився в ОАЕ, де тренував «Аль-Аглі» (Дубай).
Після повернення в Україну в 1994 році очолив київську жіночу футбольну команди «Аліна». З цим клубом ставав переможцем чемпіонату й володарем Кубка України. Після цих успіхів Пісковець був призначений тренером жіночої збірної України. У 1998 був запрошений в російську жіночу команду «Енергія» (Воронеж), яку також привів до звання чемпіона Росії. На початку 1999 року очолював чернігівську жіночу команду «Легенда», проте через конфлікт із керівником підприємства, яке фінансувало клуб, до початку сезону пішов із команди. З 1999 по 2002 роки знову працював з жіночими збірними України.
До роботи з чоловічими командами повернувся в 2003 році, очоливши «Кривбас». У 2005 році тренер переїхав до Азербайджану для допомоги в підготовці команди «Інтер» (Баку), а потім й власного керівництва «Сімурга». У червні 2006 року був запрошений до тренерського штабу алчевської «Сталі». На початку 2007 року на нетривалий час повернувся до жіночої «Легенди» (Чернігів), яку протягом місяця готував до старту сезону, після чого відправився в Грузію зайняти пост тренера чинного чемпіона країни «Олімпі» (Руставі). Після недовгої роботи в київській федерації футболу, Пісковець повернувся в Грузію, де з командою першого дивізіону «Гагра» завоював Кубок країни та право виступати в Лізі Європи.
18 жовтня 2011 року став тренером польської команди першого дивізіону «Олімпія» (Ельблонг), підписавши з командою контракт до кінця сезону 2011/12 років, з можливістю продовження. В інтерв'ю Orange Sport заявив, що на роботу в Польщі погодився через її близькість до більш цивілізованого європейського футболу. На початку січня 2012 року опинився в лікарні, після чого пішов у відставку за станом здоров'я.
Після повернення на Україну працював з молодіжним складом «Волині», а після відставки Анатолія Дем'яненка з посади тренера головної команди 26 квітня 2013 року був призначений виконуючим обов'язки головного тренера команди Прем'єр-ліги. Після єдиного матчу на чолі команди був замінений на Віталія Кварцяного, після чого покинув клуб.
8 лютого 2015 року був призначений на посаду головного тренера латвійського клубу «Даугава», проте його нова команда не отримала ліцензії на участь у вищій лізі, і договір не набрав чинності. Навесні 2015 року повернувся до «Гагри», яка на той момент виступала в першому дивізіоні чемпіонату Грузії. Влітку того ж року покинув клуб, повернувшись в Україну, де з липня 2015 по червень 2016 тренував любительський ФК «Обухів», після чого знову отримав пропозицію очолити ФК «Гагру», ставши головним тренером цього клубу втретє за свою кар'єру.

## Досягнення

### Як тренера
«Гагра»
- Кубок Грузії
  -  Володар (1): 2011

- Ліга Пірвелі
  -  Чемпіон (1): 2010/2011

«Олімпі»
- Ліга Еровнулі
  -  Чемпіон (1): 2007

«Аліна» (Київ)
- Жіночий чемпіонат України
  -  Чемпіон (1): 1997

- Жіночий кубок України
  -  Володар (1): 1997